# (253) Mathilde
(253) Mathilde és un asteroide, situat en el cinturó d'asteroides, que va ser descobert per Johann Palisa en 1885. Mathilde té una òrbita relativament el·líptica, que requereix més de quatre anys per donar la volta al Sol. Aquest asteroide té una rotació relativament molt lenta, ja que necessita 17,4 dies per girar sobre el seu eix. És un asteroide de tipus C, que vol dir que la seva superfície conté una alta proporció de carboni; la qual cosa el converteix en una superfície fosca que reflecteix només el 4% de la llum que recau sobre ella.
Aquest asteroide va ser albirats per la nau espacial NEAR Shoemaker el juny de 1997, quan aquesta es dirigia a l'asteroide (433) Eros. La nau espacial va captar imatges d'un hemisferi de l'asteroide, donant a conèixer que contenia molts cràters grans que havien erosionat la superfície. Mathilde és l'asteroide més gran que ha estat albirat per una sonda espacial, i el primer asteroide de tipus C a ser explorat.

## Història
En 1880, van oferir a Johann Palisa un lloc com a ajudant en el recentment acabat Observatori de Viena. En acceptar el treball, Johann va tenir accés a un nou refractor de 27 polzades; el telescopi més gran del món en aquell temps. En aquells temps, Johann ja havia descobert 27 asteroides, i faria servir els telescopis de 27 i 12 polzades de Viena per trobar els 94 asteroides restants que descobriria abans de retirar-se.
Entre els descobriments de Johann Palisa es troba l'asteroide 253 Mathilde; descobert el 12 de novembre de 1885. Els elements orbitals inicials de l'asteroide van ser calculats per V. A. Lebeuf, un altre astrònom austríac que treballava a l'observatori. El nom de l'asteroide va ser suggerit per Lebeuf, ja que Mathilde era el nom de l'esposa de Maurice Leowy, el qual era el vicedirector de l'Observatori de París.
El 1995, mitjançant unes observacions dutes a terme des de la Terra, es va descobrir que l'asteroide (253) Mathilde és del tipus C. També es comprova que compta amb un període excepcionalment llarg de rotació.
El 27 de juny de 1997, la sonda espacial Near Shoemaker va passar a 1.212 quilòmetres de Mathilde mentre es desplacen a una velocitat de 9,93 km/s. Aquest fet va permetre a la nau espacial capturar més de 500 imatges de la superfície, i proporcionar noves dades més exactes sobre les dimensions de l'asteroide i la seva massa (basada en les pertorbacions gravitacionals de la nau espacial). Només un hemisferi de Mathilde va ser fotografiat durant l'aproximació. Aquest va ser el tercer asteroide a ser fotografiat a poca distància, després de(951) Gaspra i (243) Ida.

## Descripció

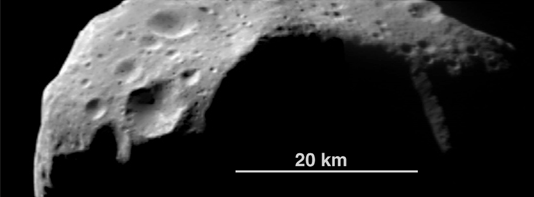
Un dels grans cràters de (253) Mathilde

Mathilde és molt fosc, amb una albedo comparable a la de l'asfalt fresc, i se suposa que comparteix la mateixa composició que els meteorits de condrita carbonàcia CI1 o CM2, amb una superfície plena de minerals fil·losilicats. L'asteroide té un enorme nombre de cràters, els quals han rebut cadascun un nom de jaciments de carbó i conques del món sencer. Els dos cràters més grans són Ishikari (29'3 km) i Karoo (33'4 km), sent tan amplis com el radi mitjà de l'asteroide. Els impactes pels quals es van formar els cràters indiquen que aquests impactes van tenir lloc amb altres asteroides de gran mida, per la qual cosa es pot apreciar en les marques del fons d'aquests. Cap diferència de resplendor o de color són visibles en els cràters i no hi ha cap aspecte d'acodadura, per la qual cosa l'interior de l'asteroide ha de ser molt homogeni. Hi ha indicis de desplaçament de materials al llarg de la part sud de l'asteroide.
La densitat mesura per la nau NEAR Shoemaker, 1.300 quilograms/m³, és menor que la mitjana del típic asteroide de condrita carbonàcia; el que pot significar que l'asteroide és un munt restes compactes. Això mateix passa amb altres asteroides de tipus C que han estat estudiats des de la terra amb òptiques adaptatives ((45) Eugenia, (90) Antiope, (87) Sylvia i (121) Hermione). Fins al 50% del volum interior de Mathilde consisteix en un espai buit. Tanmateix, l'existència de cadenes muntanyoses de 20 quilòmetres de llarg pot indicar que l'asteroide realment sí que té alguna força estructural, per la qual cosa podria tenir grans parts del seu interior compactades. La baixa densitat de Mathilde és un bon amortidor dels impactes amb altres asteroides, el que ajuda a conservar els trets superficials.
L'òrbita de Mathilde és excèntrica i recorre els extrems exteriors del cinturó principal d'asteroides. Tanmateix, l'òrbita es troba completament entre les òrbites de Mart i Júpiter, és a dir, no creua les òrbites planetàries. Mathilde també té un dels períodes de rotació més lents d'entre tots els asteroides coneguts, ja que el període mitjà de rotació d'un asteroide és d'entre 2'4 i 24 hores, quan el seu és de 17'4 dies. A causa de la llarga durada de la seva rotació, la sonda NEAR Shoemaker tan sols va ser capaç de fotografiar el 60% de la superfície de l'asteroide. El lent període de rotació podia ser mostra de l'existència d'un satèl·lit de l'asteroide, però en una recerca de la nau NEAR, les imatges no van revelar cap satèl·lit amb més de 10 quilòmetres de diàmetre en una àrea a la rodona de 20 vegades el radi de Mathilde.